# Paradrymonia lurida
Paradrymonia lurida är en tvåhjärtbladig växtart som först beskrevs av Conrad Vernon Morton och Louis-Florent-Marcel Raymond, och fick sitt nu gällande namn av Wiehler. Paradrymonia lurida ingår i släktet Paradrymonia och familjen Gesneriaceae. Inga underarter finns listade i Catalogue of Life.